# 방어진

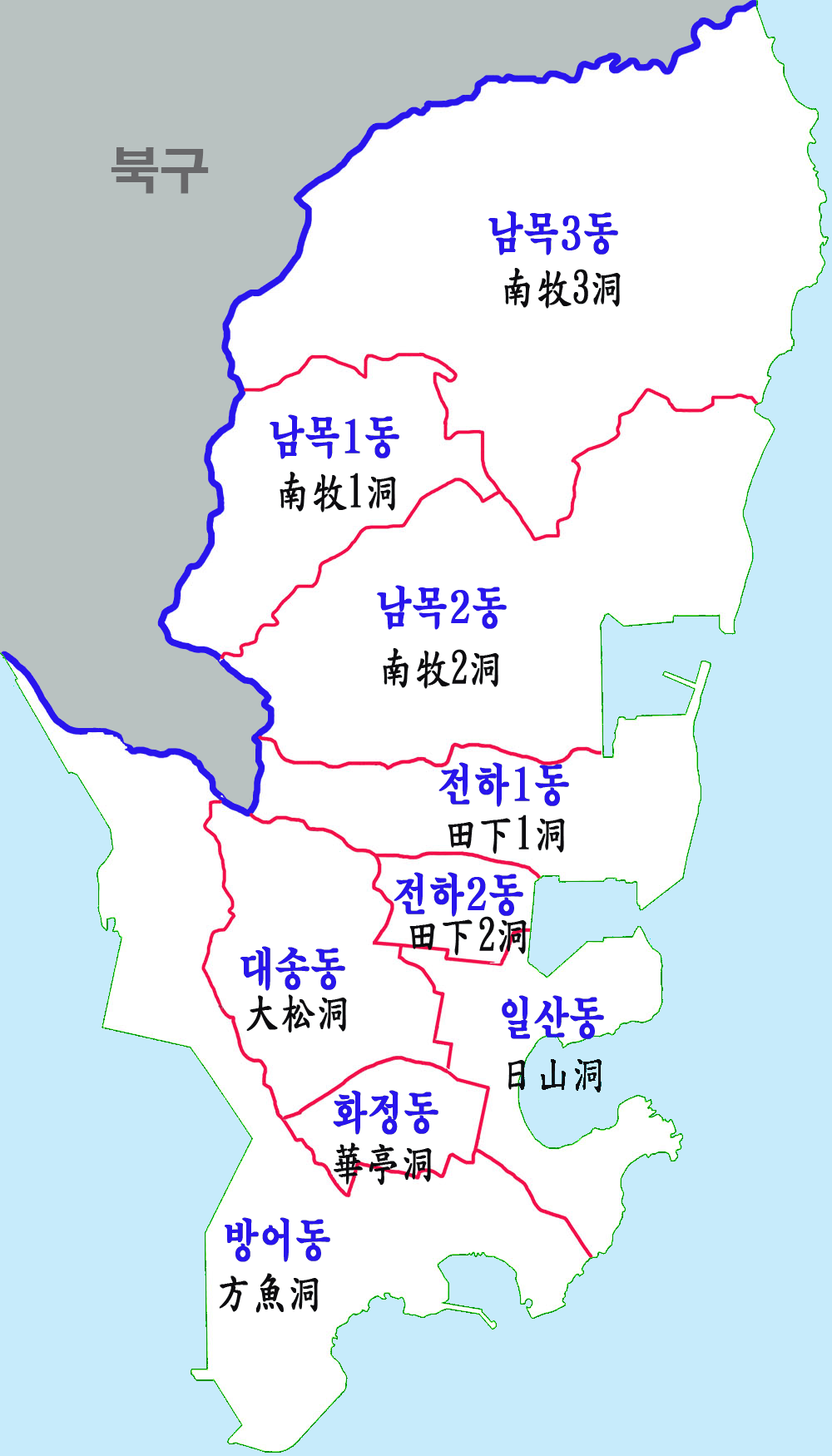
울산광역시 동구

방어진(方魚津)은 대한민국 울산광역시 동구 대부분의 지역을 달리 부르는 말이다. 이곳에는 세계 최대 규모의 조선소인 현대중공업과 자회사 현대미포조선이 위치해 있다.

## 역사
방어진은 고려 시대에는 왜구를 방어하기 위한 수로진으로 방어진(防禦陣)이라 하였다가 조선 시대에 방어(魴魚)가 많이 잡히는 나루터라는 의미로 방어진(魴魚津)이라 불렀고, 행정 구역 상으로는 울산도호부(蔚山都護府) 관할의 동면(東面)이었다.
조선 초기에 사복시 관할의 목장을 두고 방어진목장(魴魚津牧場)이라 하였다. 《대동여지도》에는 '방어진(魴魚津)'이라고 쓰여 있다. 방어진의 방어(魴魚)를 '방어(方魚)'로 바꾼 것은 일제강점기 초기라는 견해가 유력하다.

## 같이 보기
- 울산 동구
- 방어진항